# Herbert Schaldach
Herbert Schaldach (* 1918; † 19. September 2004 in Berlin) war ein deutscher Mediziner und zusammen mit Maxim Zetkin Herausgeber des Wörterbuchs der Medizin, das zuerst 1956 in Berlin und zuletzt 2005 in Köln (Nachdruck der 16. Auflage, Wiesbaden 1999) erschien.
Schaldach wurde 1942 an der Charité bei Maximinian de Crinis promoviert (Dissertation: Therapeutische Bedeutung der Encephalographie bei Hirnatrophie). Er war Obermedizinalrat in Leipzig.

## Schriften (Auswahl)
- Herausgeber: Grundlagen der Medizin für Heilberufe, VEB Verlag Volk und Gesundheit 1953 und öfter
- mit Gerhard Schmeisser (Hrsg.): Grundlagen der Feldchirurgie von Nikolai Jelanski als Übersetzung aus dem Russischen heraus (VEB Verlag Volk und Gesundheit 1958).
- mit Maxim Zetkin (Hrsg.): Wörterbuch der Medizin, 16 Auflagen von 1956 bis 2005